# Таган Галім'ян Гірфанович
Галім'ян Гірфанович Таган (башк. Ғәлимйән Ғирфан улы Таған; (1 січня 1892 , Танрикулово, Оренбурзька губернія  — 29 червня 1948 , Гамбург, окупована союзниками Німеччина )) — башкирський етнограф, доктор економічних наук, доктор тюркології, політик, активний учасник Башкирського національного руху.

## Біографія
Галім'ян Таган (Таганов) народився 1 січня 1892 року в селі Танрикулово (Курмаш), Катайської волості, Челябінського повіту, Оренбурзької губернії, нині с. Танрикулово — адміністративний центр Танрикуловської сільради Альменєвського району Курганської області. Син заможних батьків.
Отримав освіту в мектебі, потім в російсько-башкирській школі і в учительській семінарії, а після еміграції — закінчив агротехнічний університет в місті Дебрецен (Угорщина). До Першої світової війни працював учителем російської мови в школі.
У 1914 році Галім'ян Таган закінчив Тифліську школу підготовки прапорщиків і до 1917 року воював на фронтах Першої світової війни в чині прапорщика. В 1917 році Таган примкнув до Башкирського національного руху і став одним з організаторів Башкирського війська і автономії Башкурдистану. Після створення КОМУЧу, з червня 1918 року Галім'ян Таган був представником Башкирського уряду при Комітеті народної влади в Челябінську, членом Башкирської військової ради. З липня того ж року виконував обов'язки командира 5-го Башкирського піхотного полку, був головою управи Яланського кантону. Пізніше став командиром 3-го Башкирського стрілецького полку 2-ї дивізії, членом Башкирського військового шуро (ради) при військовому відділі Башкирського уряду. З жовтня 1918 року — у складі Народної армії, а потім Російської армії адмірала О. В. Колчака — Галім'ян Таган брав участь у боях проти частин П'ятої армії РСЧА. Після переходу Башкирського уряду і війська на бік Рад у лютому 1919 року, Галім'ян Таган зі своїм полком залишився на стороні білих. У березні 1919 року він служив на Дону, в складі Південної армії, підпорядкованої Донському отаману: спочатку генералу П. М. Краснову, а з 6 лютого 1919 року — генералу А. П. Богаєвському.

З червня 1919 року 27-річний Таган був начальником штабу Військово-національного управління башкирів Російської Східної околиці в складі Російської армії Верховного Правителя О. В. Колчака. Брав участь у Сибірському Крижаному поході. Після розгрому основних сил Колчака, Таган керував евакуацією башкирських контингентів і біженців у Забайкаллі. Г. Тагану і М. Курбангалієву вдалося домогтися в 1920 році згоди головнокомандувача всіх збройних сил та похідного отамана всіх козацьких військ Російської східної окраїни, військового отамана Забайкальського козачого війська Г. М. Семенова на відродження Башкирського козачого війська (скасованого в 1863 році). 14 березня 1920 року в будинку отамана відбулось перше ділове побачення Курбангалієва з отаманом Семеновим, де Курбангалієвим була викладена історія башкирського народу і його національного руху після революції, а також цілі національної групи башкирів у Забайкаллі. Зі свого боку, отаман розповів про свій політичний напрямок і прагнення облаштувати Федеративну Росію і висловив готовність, як головнокомандувач, піти назустріч бажанням башкирів і розпочати зведення воїнів-башкирів Каппелевської армії і так званих семенівських частин в особливу бойову одиницю. 17 березня отаману Семенову було подано офіційне прохання: 
|                                            | Його Високоповажності отаману Семенову. Прагнучи сприяти продовженню боротьби проти більшовизму відповідно до настрою воїнів-башкирів Російської армії, прошу Вашого розпорядження про таке: 1. Формувати зі стрільців-башкирів Російської армії і Тубільної дивізії Окрему Башкирську кавалерійську бригаду з безпосереднім підпорядкуванням Вашій Високоповажності. 2. Зараз же приступити до формування 1-го Башкирського кавалерійського полку. 3. Основною частиною цього полку призначити башкирський ескадрон Уральського загону. |
| — Представитель башкир М. Г. Курбангалеев. | |

У червні 1920 головнокомандувач усіма збройними силами і похідний отаман всіх козацьких військ Російської Східної околиці генерал-лейтенант Семенов видав наказ:
|  | Заснувати військово-національне управління башкир на підставах, рівних з військовими урядами козацьких військ, з підпорядкуванням його штабу похідного отамана. |

У листопаді 1920 р. Чита опинилася під загрозою заняття Червоною армією. Разом з загонами отамана Г. М. Семенова, капітан Галім'ян Таган з двома тисячами башкирів-білогвардійців пішов у Маньчжурію. Опинившись в Маньчжурії, башкирські солдати (як і більшість козаків) тут же були роззброєні китайськими мілітаристами.
З Маньчжурії Таган емігрував до Японії. У лютому 1921 року десять офіцерів башкирів і татар (серед них полковник Бікмеєв, капітан Таган, мулла Мадяр Шамгулов) прибули в Токіо. Японці були явно прихильні до антирадянськи налаштованих білих офіцерів-мусульман і мали намір використовувати їх приїзд для посилення свого впливу серед мусульман Далекого Сходу. Інтерес до них був обумовлений також активною розвідувальною діяльністю японського командування в районі ПМЗ.
Подальшій еміграції Р. Тагана в Угорське королівство сприяли відомі угорські вчені — сходознавці, автори книг про башкирів і башкирською мовою Б. Баратоші-Балог, В. Прьоле і угорський посол в Японії, який організував його переїзд в Угорщину. Після закінчення Сільськогосподарської академії в місті Дебрецені, він переїжджає в Будапешт, де вступає на роботу в Національний музей Угорщини. Одночасно стає аспірантом Будапештського технічного університету за спеціальністю «Економіка». Через два роки Г. Таган захистив кандидатську дисертацію на тему «Валюта Росії напередодні і після першої світової війни», яка була опублікована угорською мовою з коротким резюме німецькою мовою. Пізніше частковий переклад книги в Башкортостані зробили Д. Ж. Валєєв і А. Мадьярі. Робота в музеї та отримання угорського громадянства, поліпшили статус та матеріальне становище башкирського вченого в Угорщині.

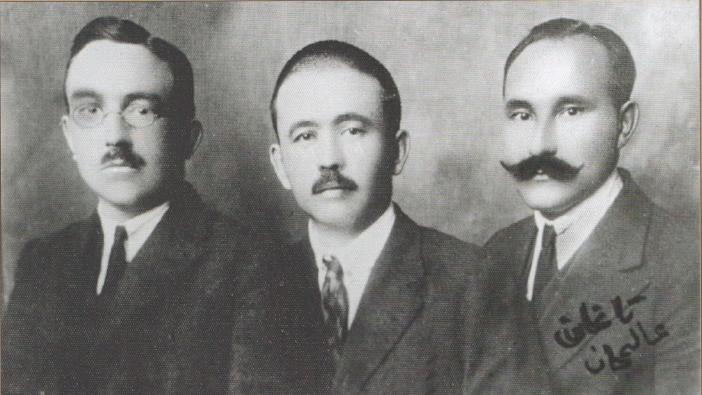
А. Валід, А. Інан, Р. Таган. Будапешт, 1925.

У 1930 Г. Таган стажувався у Відні, де отримав можливість не тільки ознайомитися з новітньою літературою, матеріалами австрійських архівів, музеїв і бібліотек, але й подружитися з відомими етнографами-істориками та музикознавцями Австрії, Німеччини, зв'язок з якими він зберіг на все життя. Особливо плідними були контакти з професором музики Робертом Лахом і тюркологом Гербертом Янським, разом з якими вчений брав участь у підготовці до друку зразків пісенного фольклору тюркських, зокрема й башкирського народу.
У 1932 р. Г. Таган повертається в Будапешт і відновлює свою роботу в Національному етнографічному музеї Угорщини. До 1944 року Таган завідував Східним відділом музею. Він організовує експедиції та виїзди з метою збору етнографічного матеріалу в Туреччину, Фінляндію, Прибалтику та Ісландію. Все це дало йому можливість створити унікальні праці з порівняльної етнографії тюркських і фіно-угорських народів, внаслідок чого він став визнаним вченим-тюркологом Угорщини, був прийнятий у члени Угорського етнографічного товариства. У 1944 році Таган переїхав до Німеччини.
З 1945 року — лектор тюркських мов Гамбурзького університету в Німеччині, куди влаштувався за сприяння німецьких сходознавців А. Шаде і Р. Штротмана. Як підкреслює М. Н. Фархшатов, це був перший досвід викладання башкирської мови в історії німецьких університетів".
29 червня 1948 року Галім'ян Таган помер.
На могилі Г. Тагана поставили надгробний камінь, на якому турецькою і башкирською мовами були висічені слова Заки Валіді: «Тут похований командир Третього башкирського полку, етнограф у Будапешті, лектор тюркології в Гамбурзі, безстрашний борець за права свого улюбленого народу д-р Галімжан Таган. Хай благословить його Аллах. 31.1.1892—29.6.1948». Далі на надгробному камені латинськими літерами було написано чотиривірш з башкирської народної пісні «Тафтиляу». Ця плита була на могилі Р. Тагана на Ольсдорфському кладовищі Гамбурга до 1973 року. Але, згідно із законом Німеччини «Про похоронні ритуали», після закінчення строку оренди плита була прибрана і утилізована.
Своїми працями він прагнув донести до світової громадськості багату історію і культуру башкирів, «домогтися симпатії до справедливої боротьби за свободу тюркських народів російського Сходу».

## Наукові праці
Основна частина праць Галім'яна Тагана написана угорською мовою.
- У 1929 році опублікував монографію «Валюта Росії під час і після війни» угорською мовою.[5]
- З 1927 по 1943 рік опублікував 68 наукових праць на сторінках солідних наукових видань, таких, як «Вісник Етнографії» Яноша Янок — засновника угорської порівняльної етнографії, газета «Levente» («Юнак»), журнал Угорського етнографічного товариства «Ethnographia» («Етнографія») і вісник етнографічного відділу Національного музею Угорщини «Nepraizi Ertesito» («Вісник етнографії»). Статті і нариси про конярство, способи приготування традиційних напоїв тюрків, обробки вовни, виготовлення повсті, духовну культуру, звичаї і обряди башкирів, татар, казахів, туркменів, азербайджанців, кримських татар, чувашів. Ці матеріали не втратили актуальності і наукової цінності донині.

В популяризації етнографічних праць Г. Тагана значну роль зіграв угорський тюрколог, башкирознавець, дипломат Йожеф Торма, який у 1980-90 роках переклав російською мовою 12 нарисів і статей вченого з етнографії, а саме: про господарство, скотарство, домашні промисли, традиційну їжу башкирів, казахів і анатолійських турків. У 2004 році його син, дипломат Тамаш Торма, після смерті батька передав ці переклади в Інститут історії, мови і літератури УНЦ РАН, а в 2005 році вони були видані в Уфі під назвою «Етнографічні замітки про башкирів та інші тюркські народи». Співробітники УНЦ РАН здійснили наукове редагування перекладу і підготували коментарі.

## Родина
- Дружина розстріляна (після жорстоких тортур) в Челябінській в'язниці, коли почалися репресії проти валідівців.
- Доньку виховували чужі люди, давши їй інше ім'я і прізвище. Відомо, що вона вийшла заміж і жила в селі Зайнікаєво Альменєвського району Курганської області.

## Пам'ять
В пам'ять про нього названа вулиця в селищі Нагаєво Жовтневого району Уфи — вул. Галім’яна Тагана.